# Stil (glazbeni sastav)
Stil,  hrvatski glazbeni sastav iz Splita. Svirali su synth-pop.

## Povijest
Osnovani su 1982. godine. Vodio ju je Ivo Lesić, koji je bio vokalni solist sve do 1985. godine.  Objavili su albume Putovanje Ali, ali, Nikada nije kasno Stil je bio blizak mjesnim prethodnicima Metku i Magazinu, no nije postigla veći uspjeh te se Lesić posvetio skladanju. U Stilu je svirao sa Zvonimirom Stipičićem i Željkom Maretićem, radijskim komičarima, autorima poznatih reklama na Radio Splitu.

## Diskografija
Diskografija:
- Putovanje, studijski album, Jugodisk, 1982.
- Ali, ali, studijski album, Jugodisk, 1983.
- Nikada nije kasno, studijski album, Jugodisk, 1984.

## Članovi
Članovi:
- Ivo Lesić - vodeći i pozadinski vokal, synthesizer bas, klavijature, električni klavir, žičana glazbala
- Hajdi Lesić - pozadinska vokalistica
- Zvonimir Stipičić - gitara od 12-žica, pozadinski vokal
- Mladen Duplančić - bas-gitara, pozadinski vokal
- Oliver Mandić - bubnjevi, udaraljke
- Željko Maretić - pozadinski vokal
- Željko Bračić - gitara

## Vanjske poveznice
- Discogs